# Caraguatatuba
Caraguatatuba est une ville brésilienne de l'est de l'État de São Paulo. Elle se situe par une latitude de 23° 37' 12" sud et par une longitude de 45° 24' 46" ouest, à une altitude de 2 mètres. Sa population était estimée à 98 170 habitants en 2006. La municipalité s'étend sur 484 km2.

## Démographie
| Évolution de la population (municipalité) | Évolution de la population (municipalité) | Évolution de la population (municipalité) | Évolution de la population (municipalité) |
| Année                                     | Population                                |                                           | %±                                        |
| ----------------------------------------- | ----------------------------------------- | ----------------------------------------- | ----------------------------------------- |
| 1920                                      | 2 917                                     |                                           |                                           |
| 1940                                      | 4 666                                     |                                           | 60,0%                                     |
| 1950                                      | 5 429                                     |                                           | 16,4%                                     |
| 1960                                      | 9 819                                     |                                           | 80,9%                                     |
| 1970                                      | 15 073                                    |                                           | 53,5%                                     |
| 1980                                      | 33 802                                    |                                           | 124,3%                                    |
| 1991                                      | 52 878                                    |                                           | 56,4%                                     |
| 2000                                      | 78 921                                    |                                           | 49,3%                                     |
| 2010                                      | 100 840                                   |                                           | 27,8%                                     |
| 2022                                      | 134 873                                   |                                           | 33,7%                                     |
| ,                                         |                                           |                                           |                                           |